# Valle Grana
Het Valle Grana is een Italiaans bergdal in de regio Piëmont (provincie Turijn). De vallei ligt in het zuiden van de Cottische Alpen.
Het hoofddal is uitgesleten door de rivier de Torrente Grana. Deze ontspringt nabij de bergpas Colle d'Esischie en stroomt bij Caraglio de Povlakte in. De Colle d'Esischie vormt de grens met het Vallone di Marmora, een zijdal van het Valle Maira. Over deze bergpas loopt een weg die zeer geliefd is bij wielrenners vanwege het weinige doorgaande verkeer. 
In de vallei wordt zoals in meerdere Piëmontese bergdalen Occitaans gesproken. De hoofdplaats van het Valle Grana is Caraglio. In het hogere deel van het dal ligen verschillende kleine bergdorpen die vrijwel geheel van landbouw en veeteelt afhankelijk zijn. Hier wordt de bekende kaassoort Castelmagno geproduceerd. Net zoals in veel Piëmontese dalen zorgt ook in het Valle Grana de ontvolking voor grote problemen. De gemeente Monterosso Grana had in 1901 bijvoorbeeld nog 3691 inwoners, in 2001 was dit aantal geslonken tot 570. 
De belangrijkste toeirische trekpleister van het dal is het sanctuarium San Magno dat nabij de nederzetting Chiappi op 1761 meter hoogte ligt. 

## Gemeenten in het dal
- Caraglio (6476 inw.)
- Valgrana (815 inw.)
- Monterosso Grana (597 inw.)
- Pradleves (306 inw.)
- Castelmagno (104 inw)

## Hoogste bergtoppen
- Monte Tibert (2647 m)
- Monte Viridio (2498 m)
- Monte Bram (2357 m)